# Tolentino
Tolentino – miejscowość i gmina we Włoszech, w regionie Marche, w prowincji Macerata.
Według danych na rok 2004 gminę zamieszkiwały 18 662 osoby, 198,5 os./km².
Miejsce życia i śmierci św. Mikołaja z Tolentino (w mieście znajduje się bazylika San Nicola).